# Azuki-arai
Azuki-arai (小豆洗い, lit. lavador de feijão) tambem conhecido como azuki togi (moedor de feijão) é um youkai japonês. Diz-se que próximo a rios ou outras fontes de água pode-se ouvir o som de feijões azuki sendo lavados. Às vezes, a criatura ou espírito entretem-se cantando "Azuki togō ka, hito totte kuō ka? Shoki shoki." ("Moerei meus grãos de azuki ou comerei alguma pessoa? Shoki shoki."), e qualquer um que se aproxime cairá na água. Muitas vezes culpam-se Tanukis ou doninhas em seu lugar.